# Tigran Minasjan
Tigran Minasjan (orm. Տիգրան Մինասյան; ur. 1 stycznia 1999) – ormiański zapaśnik startujący w stylu klasycznym.
Brązowy medalista wojskowych MŚ w 2024. Piąty na igrzyskach wojskowych w 2019
Trzeci na ME U-23 w 2021 i 2022. Drugi na MŚ juniorów w 2018 i pierwszy na ME w 2018. Trzeci na MŚ i ME kadetów w 2015 roku